# Klaudia Fabová
Klaudia Fabová (* 12. September 1998 in Trenčín) ist eine slowakische Fußballspielerin und seit 2015 auch A-Nationalspielerin.

## Karriere

### Vereine
Fabová begann für den in der Gemeinde Lehota im Bezirk Nitra ansässigen TJ Družstevník Mníchova Lehota mit dem Fußballspielen. Im weiteren Verlauf gehörte sie der Jugendabteilung des MŠK Slovan Trenčianske Teplice an. Im Seniorinnenbereich spielte sie anschließend und bis ins Jahr 2018 für den 1. FC Slovácko.
Nach Polen gelangt, spielte sie zunächst von 2018 bis 2020 für den in Wałbrzych ansässigen und in der Ekstraliga Kobiet, der höchsten Spielklasse im polnischen Frauenfußball, vertretenen AZS PWSZ Wałbrzych, für den Verein sie in ihrer ersten Saison 15 Tore bei ihren Einsätzen erzielte. In den folgenden zwei Saisonen gehörte sie dem Ligakonkurrenten Medyk Konin an, für den sie zu Beginn in sechs Punktspielen agierte und drei Tore, anschließend fünf Tore in 22 Punktspielen erzielte. Für ihren nächsten Verein, den Erstligisten Górnik Łęczna, war sie in der Saison 2022/23 mit 17 Toren in 21 Punktspielen äußerst erfolgreich und belegte mit ihrer Mannschaft am Saisonende den zweiten Platz in der Meisterschaft.
Seit der Saison 2024/25 ist sie für den seit 2020/21 in der höchsten Spielklasse vertretenen APLG Gdańsk aktiv.

### Nationalmannschaft
Als Nationalspielerin für den SFZ debütierte sie in der U17-Nationalmannschaft am 2. August 2013 beim 2:2-Unentschieden gegen die U17-Nationalmannschaft Finnlands mit dem ersten Spiel der ersten Qualifikationsrunde für die vom 26. November bis zum bis 8. Dezember 2014 in England vorgesehenen Europameisterschaft. In den beiden weiteren EM-Qualifikationsspielen (0:4 vs. Niederlande am 4. August 2013, 3:3 vs. Ukraine am 7. August 2013) wurde sie ebenfalls eingesetzt und erzielte im letzten mit dem Treffer zum 2:1-Führung ihr erstes Länderspieltor. Am 22., 24. und 27. Oktober 2014 wurde sie auch in der zweiten Qualifikationsrunde (2:1 Vs Slowenien, 1:2 vs. Niederlande, 2:1 vs. Israel) für die vom 22. Juni bis zum 4. Juli 2015 auf Island vorgesehene Europameisterschaft eingesetzt, wie auch am 23., 25. und 28. März 2015 in der ersten Qualifikationsrunde (0:2 vs. Schottland, 0:1 vs. Frankreich, 0:2 vs. Polen) für die vom 4. bis zum 16. Mai 2016 in Belarus vorgesehene Europameisterschaft.
Für die vom 8. bis 20. August 2017 in Nordirland vorgesehene Europameisterschaft kam sie im Oktober 2016 in allen drei Spielen der ersten Qualifikationsrunde (1:1 vs. Ungarn, 1:10 vs. Dänemark, 4:2 vs. Montenegro) zum Einsatz und erzielte in den letzten beiden Spielen jeweils ein Tor. Ein Jahr zuvor bestritt sie bei der im eigenen Land ausgetragenen Europameisterschaft alle drei Spiele der Gruppe A; schied mit ihrer Mannschaft jedoch als Gruppenletzter vorzeitig aus dem Turnier aus.
Für die A-Nationalmannschaft kam sie bereits am 5. August 2015 in Senec beim 9:0-Sieg im Freundschaftsspiel gegen die A-Nationalmannschaft der Vereinigten Arabischen Emirate zu ihrem Debüt. Ihr erstes A-Länderspieltor gelang ihr zwei Tage später an selber Spielstätte und gegen dieselbe Mannschaft beim 6:0-Sieg.
Für das Turnier um den Istrien-Cup 2017 wurde sie am 21. Februar 2017 von Cheftrainer Zsolt Pakusza zum ersten Mal und als eine von 20 Spielerinnen nominiert und wurde in allen drei Spielen der Gruppe A, wie auch – als Gruppensieger – im Finale eingesetzt, dass mit 2:0 gegen die Nationalmannschaft Bosnien-Herzegowinas am 8. März in Umag mit 2:0 gewonnen wurde.
2019 und 2020 nahm sie mit ihrer Mannschaft zweimal am Turnier um den Zypern-Cup teil. Nachdem sie bei ihrer Premiere alle vier Turnierspiele bestritten hatte, wurde sie bei ihrer zweiten Teilnahme – aufgrund des Rückzuges der Nationalmannschaft Thailands – in nur zwei Turnierspielen (2:2 vs. Mexiko am 8., 2:4 vs. Finnland am 11. März) eingesetzt.

## Erfolge
Nationalmannschaft
- Istrien-Cup-Sieger 2017

Appollon Limassol
- Zyprischer Meister 2022

FC Neunkirch
- Schweizer Meister 2017
- Schweizer Cup-Sieger 2017

Górnik Łęczna
- Zweiter Meisterschaft 2016

1. FC Kattowitz
- Zweiter I. Liga kobiet 2014 und Aufstieg in die Ekstraliga kobiet